# キャラコバッチ
キャラコバッチは、1992年7月からバンダイが発売していた、金属とプラスチックで構成されたベーゴマタイプの玩具シリーズ。名前の由来は、「キャラクターコマバッチ」より。

## 概要
基本的な遊び方は、通常のベーゴマと同じであるが、拡張キットや闘技場によって、様々な遊びができる。コバッチ本体には、当時流行っていた様々なアニメやゲームなどのキャラクターの絵が入っており、コマ遊びだけでなく、バッチとしても使用でき、コレクションして楽しむこともできる。
TVCM等のメディア展開も積極的に行っており、種類や付属品も数多く販売された。
また、『月刊コロコロコミック』や『コミックボンボン』等と組んで商品記事と漫画を連載し、通常の男子系玩具と同様の売り方をしていた。
1999年に タカラ（現・タカラトミー）から、爆発的な人気となったベイブレードなどの先駆けとなった商品であり、1995年にすげゴマという、ベーゴマタイプの玩具が販売された。
2015年7月21日、23年ぶりに「ドラゴンボール超」のキャラクターを使用したキャラコバッチハイパーとして展開。2015年9月26日に発売されたが売上低速で2016年3月26日発売の第3弾にて展開終了となった。
海外では、「Spin Fighters」の名称で発売され、下記の「ストリートファイターII」に加え、「マイティ・モーフィン・パワーレンジャー」や「WWF」がラインナップされている。

## 遊び方
基本的な遊び方は大きく分けて、コマ遊び、装飾遊びの2つがある。
コマ遊び
基本的には、昔からのベーゴマ遊びのように、コバッチ同士をぶつけ合い、相手よりも長く回っているか、決められたフィールド上で最後まで回っているかなどによって勝ち負けを決める。ただし、通常のベーゴマとは異なり、シューターにより発射するため、実力差や経験差による勝敗の差はほとんど出ない。
また、同年代のスゲゴマや後年のベイブレードのように、細かいカスタマイズはできず、別売りのキャラコバッチハイパーアップセットを使用した最大4段までの積み重ねしかできなかった。ただし、バトルセットを用いた追加パーツで、別の遊びをすることができた。
装飾遊び
キャラコバッチは他のコマ玩具とは異なり、バッチとして遊ぶこともできる。コバッチ本体は、本体の金属プレートに、ネジ式の軸が付いている構造のため、この軸を取り外し、コバッチ本体を組み直す際に衣服やカバンなど、穴の開いている物を挟むと、バッチ（ピンズ）のようなアクセサリーとなる。
キャラコバッチには当時流行していた様々なアニメやゲームなどのキャラクターの絵が入っている。また、単品販売では、一つ一つがコレクションケースのようなプラスチック製ケースに入って販売されていた。そのため、ケースに入れたまま飾ることもでき、コレクションしやすいようになっていた。
また、別売りのキャラコバッチハイパーアップセットを使用すると、好きな写真や絵を挟み込むだけで、オリジナルのコバッチを作れる。

## 商品リスト
キャラコバッチの販売形式にはいくつかの種類があった。
- 「コバッチ（単品）」「コバッチシューター」「闘技場」「拡張セット」で分別する。

### コバッチ（単品）
コバッチの単品販売の形態は4種類あり、通常販売であるプラケース入り、キーチェーン付のブリスターパックの2種と、食玩版のきゃらか〜ん、チョコスナックの2種があった。
通常販売版は、完成済みの商品であり、本体と軸はネジで結合している。
また、ビックコバッチという通常より大きなコバッチもあった。ビックコバッチは、デザインや構造等に大きな違いはないが、スーパーコバッチシューターでのみ回すことができた。
食玩版に付属するコバッチは、簡易版であった。金属板とプラスチックのランナー、紙シールとシール保護用の透明パーツが未組立ての状態で入っており、自分で組み立てる形式となっている。なお、軸の接続方法が通常版とことなり、六角軸の出っ張り部分にプラ軸をかぶせただけとなっている。なお、後付けの「手回しパーツ」が付属しており、シューターが無くても単品でコマ遊びができるようになっていた。また、金属版と軸の間に、付属しているプラ製のオプションパーツを挟むことができる。
プラケース入り、ブリスターパック（各300円）
- 仮面ライダーSD
- クレヨンしんちゃん
- ジャングルの王者ターちゃん
- 新SDガンダム外伝 ナイトガンダム物語
- 疾風アイアンリーガー
- スーパーマリオコレクション
- スーパービックリマン （全48種/1992年7月5日発売）
第1弾(12キャラ2種2色)
フェニックス×2、ビシュヌ･ティキ、アムル、アスカ、スーパーゼウス、アンドロココ、メカタートル、デビルゼウス、リトルミノス、サラジン、ダークヘラ
- ストリートファイターII' TURBO
- スーパーストリートファイターII
- SLAMDUNK（スラムダンク）
- 美少女戦士セーラームーンR （全12種）
セーラームーン×4、マーキュリー×2、セーラーマーズ×1、セーラーヴィーナス×3、セーラージュピター×1、ちびうさ×1
- ドラゴンクエストI・II （12種/1994年発売）
- ドラゴンクエストV 天空の花嫁
- ドラゴンボールZ （12種、ビックコバッチ3種）
- マイティファイナルファイト
- ファイナルファイト2
- ぷよぷよ
- 剣勇伝説YAIBA
- 幽☆遊☆白書
- とってもラッキーマン
- ロックマンシリーズ
- ロックマンXシリーズ

健康飲料 きゃらか〜ん（各300円/1993年3月下旬発売）
バンダイとサントリーが共同開発した、「缶ジュース＋オマケ」と言う、当時ではめずらしい販売形態の商品。バンダイとサントリーで商品名が異なり、サントリーから発売の「キャラカ〜ン」（オレンジ、アップル）にはディスクカードが、バンダイから発売の「きゃらか〜ん」（健康ドリンク、はちみつレモン、スポーツドリンク）には、プラモデル、彩色マスコット、カーリング、キャラコバッチのいずれかが付属しており、おまけによって値段が異なった。なお、きゃらか〜ん自体は1991年3月より発売されていたが（各100〜200円）、1993年3月下旬より、キャラコバッチが付属するシリーズ（各300円）が発売された。
4種4色（赤、青、緑、黄）のオプションパーツ、2種4色のコバッチ本体、30種類のキラシールが、それぞれランダムで封入されていた。なお、手回しパーツはオプションパーツと同色のものが付属した。
- ドラゴンボールZ

キャラコバッチ チョコスナック（各100円（税別）/プラ組立/ラムネ菓子入り/1992年発売）
ウルトラマン倶楽部と仮面ライダーSDの2種があり、それぞれバッチデザイン20種類の全40種であった。
- ウルトラマン倶楽部
- 仮面ライダーSD

### コバッチシューター
コバッチシューターとは、コバッチ本体をコマのように打ち出すために必要なアイテムで、様々なタイプのものがある。コバッチ本体とコバッチシューターがセットとなっているものもある。セットのコバッチシューターは、それぞれ付属するコバッチ本体のキャラクターに対応した、専用のデザイン、カラーの初期型シューターとなっている。キーチェーン付のブリスターパックのものと、一部ブラインド箱入りのものがあった。
全てのシューターは、2つの要素で構成されており、回転力をチャージする機構と、バッチを打ち出す機構である。
回転力をチャージする機構には2種類あり、初期型シューター、ミニは指でコバッチを回す。ハイパーツイン、II、スーパーでは、回転力をチャージするためのダイヤルが本体側面に付いており、壁や床などの平らな部分に擦りつけることで、チャージする。ただし、スーパーコバッチシューターのみ、それまでのシューターと回転力のチャージ方法が異なり、フライホイールによるものに変更されている。そのため、ダイヤルを回した強さがそのまま回転力となる。
バッチを打ち出す機構は、全て本体側面に付いたボタンを押す。
なお、電動のコバッチシューターも企画されていたとの記載が、ケイブンシャの大百科にあるが、高価格になるとの理由で、結局販売されることはなかった。
コバッチシューター（1992年7月発売）
最も初期に発売されたシューター。本体カラーは赤。
コバッチシューター 仮面ライダーSD
専用シューターとコバッチ1個のセット。付属するコバッチは、キーチェーン付の単品売りのものがランダムで付属していた。本体カラーはグレー。ブリスターパック。
コバッチシューター スーパービックリマン
専用シューターとコバッチ1個のセット。付属するコバッチは、キーチェーン付の単品売りのものがランダムで付属していた。本体カラーは白（大理石色）。ブリスターパック。
コバッチシューター セーラームーンR
専用シューターのセーラーシューターとコバッチ5個のセット。本体カラーはピンク。ブラインド箱入り
ハイパーツインシューター（1993年発売）
ツインの名の通り、2つのコバッチを同時に打ち出すことができる。本体カラーは黒。
一度に2個同時に発射できるので、一人でも対戦遊びができる。ブリスターパック。
ハイパーツインシューター ドラゴンボールZ（1,350円/1993年4月下旬発売）
本体カラーの変更と、シールがドラゴンボールZ仕様になっている以外は、通常のハイパーツインシューターと全く同じ。本体カラーは金。ブリスターパックとプラ製の筒に入った状態で販売された。
ハイパーツインシューター 新SDガンダム外伝 ナイトガンダム物語
専用シューターとコバッチ2個のセット。本体カラーの変更と、シールが新SDガンダム外伝 ナイトガンダム物語仕様になっている以外は、通常のハイパーツインシューターと同じ。本体カラーは白金（メッキ）。ブリスターパック。
ハイパーツインシューター スラムダンク
専用シューターとコバッチ2個のセット。本体のシールがスラムダンク仕様になっている以外は、通常のハイパーツインシューターと同じ。ブリスターパック。
コバッチシューターII
初期型のコバッチシューターよりも強力に打ち出すことができる。本体カラーは黒。ブリスターパック。
コバッチシューターII スラムダンク
専用シューターとコバッチ1個のセット。本体カラーの変更と、ロゴがスラムダンク仕様になっている以外は、通常のコバッチシューターIIと同じ。本体カラーは金。ブリスターパック。
スーパーコバッチシューター
通常のコバッチだけでなく、ビッグコバッチを唯一打ち出すことができる。ブリスターパック。ビッグコバッチ1個付。
スーパーコバッチシューター ドラゴンボールZ（1994年発売）
専用シューターとビッグコバッチ1個のセット。本体カラーの変更と、ロゴがドラゴンボールZ仕様になっている以外は、通常のスーパーコバッチシューターと同じ。
ドロンシューター
専用シューターのドロンシューターとメダル手裏剣コマ（コバッチ）5個のセット。性能は初期型のコバッチシューターと同じ。元々は忍者戦隊カクレンジャーの商品であり、キャラコバッチ名義は使われてない。
コバッチシューターミニ
キーホルダータイプの小型シューターで、性能は初期型のコバッチシューターと同じ。本体カラーは黄緑または青。ブリスターパックでコバッチは付属しない。
コバッチシューターミニ セーラームーンS
通常のコバッチシューターミニから本体カラーがピンクに、シールがセーラームーンSに変更されている。ブリスターパックで、こちらにはコバッチが1個付属する。
両津勘吉 遊びの達人シリーズ コマダス
通常のコバッチシューターミニから本体カラーがブラックに、シールがこちら葛飾区亀有公園前派出所の両津勘吉のドアップと横顔、警察手帳風に変更されている。ブリスターパックで、こちらにはコバッチが1個付属する。ドロンシューター同様、キャラコバッチ名義が使われてない。

### 闘技場
闘技場とは、キャラコバッチで遊ぶためのフィールドのことで、様々な種類の闘技場が販売、配布された。
キャラコバッチ闘技場（1992年発売）
すり鉢状になっており、コバッチがフィールドの中心に集まり、ぶつかり合いやすくなっている。以降のベイブレード等のフィールドと同じ構造となっている。
キャラコバッチ闘技場（販促版）（1992年頃配布）
販売初期には販促のため、大手百貨店で体験会として、飛び入り参加型での小規模な大会が行われており、2~3人程度で対戦し、各回の勝者に配布されていた。製品版のバトル台よりも、高さが若干高い。また、使用されていたプラスチックが製品版よりも薄く、壊れやすい。
コバッチリーグスタジアム（1994年発売）
Jリーグがスタートして間もない頃で、当時の子供に人気の高かったサッカーを、キャラコバッチで再現しようとした商品。下部の軸を取り外し、専用の軸に付け替えて遊ぶ。
DX結集闘技場
2種類の変則スタジアムとなっており、ジャンプ台を使ったギミックなどもある。
キャラコバッチケース　ストリートファイターII'TURBO
箱を開くと、中にスタジアムが入っており、そのまま対戦フィールドとして使用できる。また、コバッチシューターも2〜3個入れることができる。

### 拡張セット
キャラコバッチハイパーアップセット

キャラコバッチバトルセット
新たに4タイプの遊びができるようになる改造パーツが入っている。
- ジャンピングパーツ
- ウイングパーツ
- プラズマパーツ
- エアフライヤー

## 書籍
ケイブンシャの大百科別冊 緊急レポート キャラコバッチ
様々な遊び方や、改造方法が記載されており、軸の先端を消しゴムにして文字を消すコバッチクリーナーなどの改造例も記載されている。
発行元：勁文社
発売時期：1994年4月18日
定価680円（本体660円）